# L'agent fait le bonheur
L'agent fait le bonheur est une comédie de situation québécoise en 62 épisodes de 26 minutes scénarisée par André Dubois et diffusée entre le 9 septembre 1985 et le 21 avril 1987 à la Télévision de Radio-Canada.

## Synopsis
Cette comédie raconte les tribulations du poste de police de Charlesville, petite municipalité fictive de la banlieue de Montréal.

## Fiche technique
- Scénaristes  : André Dubois et Ubaldo Fasano
- Réalisateurs : Raymonde Boucher, Céline Hallée et Lucien Létourneau
- Société de production : Société Radio-Canada

## Distribution
- Roger Lebel : Chef Alfred Lamothe
- Raymond Cloutier : Lieutenant Julien Lafontaine
- Danielle Proulx : Sergent Carmen Côté
- Marcel Leboeuf : Sergent Benoît Ostiguy
- André Montmorency : Aurèle Bourque
- Ronald France : Me Mathieu de la Rochelle
- Pauline Martin : Dolorès Poitras
- Michel Daigle : M. Groulx
- Denise Filiatrault : Margot Levasseur
- André Lacoste : Voix
- Marie-Josée Leroux : Mireille Groulx
- Béatrice Picard : Émilienne de la Rochelle
- Donald Pilon : Clovis Bigras
- Anouk Simard : Nicole
- Mireille Thibault : Virginie Bourque
- Yvon Leroux : Charlie
- Roger Garand : Edmond Guindon
- Frédéric Brossoit : Simon
- Gratien Gélinas : Père du maire Bourque
- Septimiu Sever : Immigrant illégal
- Jean-Guy Bouchard : Paul-Émile Frappier
- Geneviève Angers : Nathalie Vézina
- Paul Savoie : Walter Schmidt
- Monique Chabot : Guylaine Tranchemontagne
- Jean Brousseau : Edouard Tranchemontagne
- Diane Lavallée : Linda Pinsonneault
- Louise Rioux : Gilberte
- François Sasseville : Olivier Paquette
- Normand Lévesque : Sergent Cantin
- Robert J.A. Paquette : Lieutenant Bélanger
- Judith Chevalier : Suzanne
- Yvan Benoît : ami de Benoît
- René Gagnon : Larocque
- Terence Labrosse : Colonel De Vimy
- Patrice L'Écuyer : Jean-Louis
- Raymond Royer : Notaire
- Jocelyn Bérubé : Prévenu
- Reynald Bouchard : Suspect
- Diane Robitaille : Linda Boudrias
- Jean Mathieu : Ventriloque
- Hélène Mercier : Cambrioleuse
- Mireille Deyglun : Citoyenne
- Louise Rinfret : Manifestante
- Christine Anthony : Denise
- Henri Chassé : Lauzon
- Denys Picard